# Келли, Тим (музыкант)
Тимоти Патрик Келли (13 января 1963 г., Трентон, штат Нью-Джерси — 5 февраля 1998 г., Багдад, Аризона, США) — американский гитарист группы Slaughter.

## Карьера
Родился в Трентоне, штат Нью-Джерси, Келли был гитаристом-самоучкой и начал свою музыкальную карьеру примерно в шестом классе. Его вдохновляли другие гитаристы, такие как Рик Дерринджер и Питер Фрэмптон. За свою карьеру он играл в нескольких группах, в том числе в Hellion, NEWHAVEN и Allegiance (фронтменом которых был его брат Брайан Келли), а также в других группах. После отсутствия реального коммерческого успеха с этими группами он был выбран гитаристом в группу Slaughter, которая была образована осенью 1988 года.
Со Слотером у Келли было много авторских заслуг. На первом альбоме группы Stick It to Ya он написал и исполнил инструментальную пьесу под названием «Thinking of June», которую посвятил своей сестре, умершей в 1982 году. Всего Келли выпустил четыре студийных альбома с группой и два концертных альбома, последний из которых Eternal Live был выпущен посмертно и включает в себя иллюстрацию и видео-трибьют Келли, которые были быстро собраны Бласом Элиасом. Тим работал над некоторыми песнями, которые два товарища по группе отказались слушать, поэтому он вместе с Бласом Элиасом работал над отдельным проектом от Slaughter до его смерти.

## Смерть
5 февраля 1998 года Келли попал в автомобильную аварию со смертельным исходом во время движения по шоссе 96 в Аризоне. Автомобиль Келли столкнулся лоб в лоб, когда трейлер пересек среднюю линию. Келли был доставлен в клинику в Багдаде, штат Аризона, где он был объявлен мертвым от внутренних повреждений. Во время аварии водитель трейлера находился под воздействием по меньшей мере трех различных наркотиков, включая амфетамины. Позже он был приговорен к трем годам тюремного заключения.
Келли похоронен на кладбище Святого Игнатия в Пенсильвании.